# 沃本
沃本（英語：Woburn）是英格蘭貝德福德郡的一個村莊和民政教區。據2011年英國人口普查，沃本有人口933人。